# Schlacht bei Kircheib
1792

Porrentruy – Marquain – Quiévrain – Verdun – Thionville – Valmy – Lille – Mainz (1792) – Jemappes
1793

Aldenhoven I – Namur – Neerwinden – Mainz (1793) – Famars – Valenciennes (1793) – Arlon (1793) – Hondschoote – Meribel – Avesnes-le-Sec – Pirmasens – Toulon – Fontenay-le-Comte – Cholet – Lucon – Trouillas – Dünkirchen – Le Quesnoy – Menin I – Wattignies – Weißenburg I – Biesingen – Kaiserslautern I – Weißenburg II
1794

Boulou – Landrecis – Menin II – Mouscron – Martinique – Guadeloupe – Tourcoing – Tournai – Kaiserslautern II – San-Lorenzo de la Muga – 13. Prairial – Fleurus – Kaiserslautern III – Vosges – Aldenhoven II
1795

Cornwallis’ Rückzug – Genua – Groix – Hyeres – Handschuhsheim – Mainz (1795) – Mannheim – Loano
1796

Montenotte – Millesimo – Dego – Mondovì – Lodi – Borghetto – Castiglione – Mantua – Siegburg – Altenkirchen – Wetzlar – Kircheib – Kehl – Kalteiche – Friedberg  – Malsch – Neresheim – Sulzbach – Deining – Amberg – Würzburg – Neufundland – Rovereto – Bassano – Limburg – Biberach I – Emmendingen – Schliengen – Caldiero – Arcole – Irland
1797

Fall von Kehl – Rivoli (1797) – St. Vincent – Diersheim – Santa Cruz – Neuwied – Camperduin
Die Schlacht bei Kircheib war eine militärische Auseinandersetzung in den Revolutionskriegen. Am 19. Juni 1796 trafen die französischen und österreichischen Truppen bei Kircheib im Westerwald aufeinander. Teilweise wird die Auseinandersetzung auch als Schlacht bei Uckerath bezeichnet, nach dem ebenfalls nahegelegenen Ort Uckerath, der heute zu Hennef gehört.

## Vorgeschichte

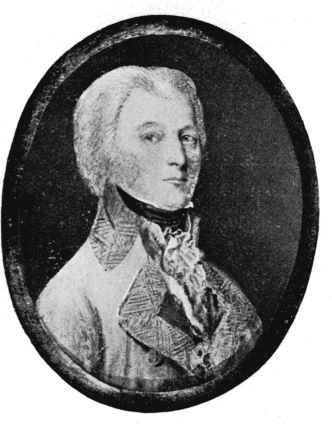
Paul Kray von Krajowa

1796 führten die französischen Truppen unter General Jean-Baptiste Kléber einen größeren Feldzug im Westerwald. Dabei wurde am heute zu Buchholz gehörenden Bergsporn Jungeroth ein Feldlager errichtet. Diese Stelle war durch mehrere Faktoren besonders geeignet. Durch Hänge an drei Seiten sowie den Hanfbach und den Scheußbach war sie natürlich abgesichert. Außerdem lagen die als Spähposten geeigneten Steiner Berg, Priesterberg und Heppenberg sowie die Hohe Straße von Köln nach Frankfurt in der Nähe. Das Lager war mit Schutzwällen und -gräben umfangreich befestigt.
Ab dem 4. Juni 1796 zog die französische Armee von hier zu Gefechten aus. In der Schlacht von Altenkirchen gelang ein Sieg, mit dem die Österreicher (unter dem Kommando von Prinz Ferdinand Friedrich August von Württemberg) hinter die Lahn zurückgedrängt wurden. Am 15. Juni unterlagen die Franzosen jedoch bei Wetzlar den Österreichern unter dem Kommando von Erzherzog Karl von Österreich und zogen sich wieder in ihr Lager zurück. Für die nächsten Tage war der Rückzug nach Düsseldorf geplant.

## Schlachtverlauf

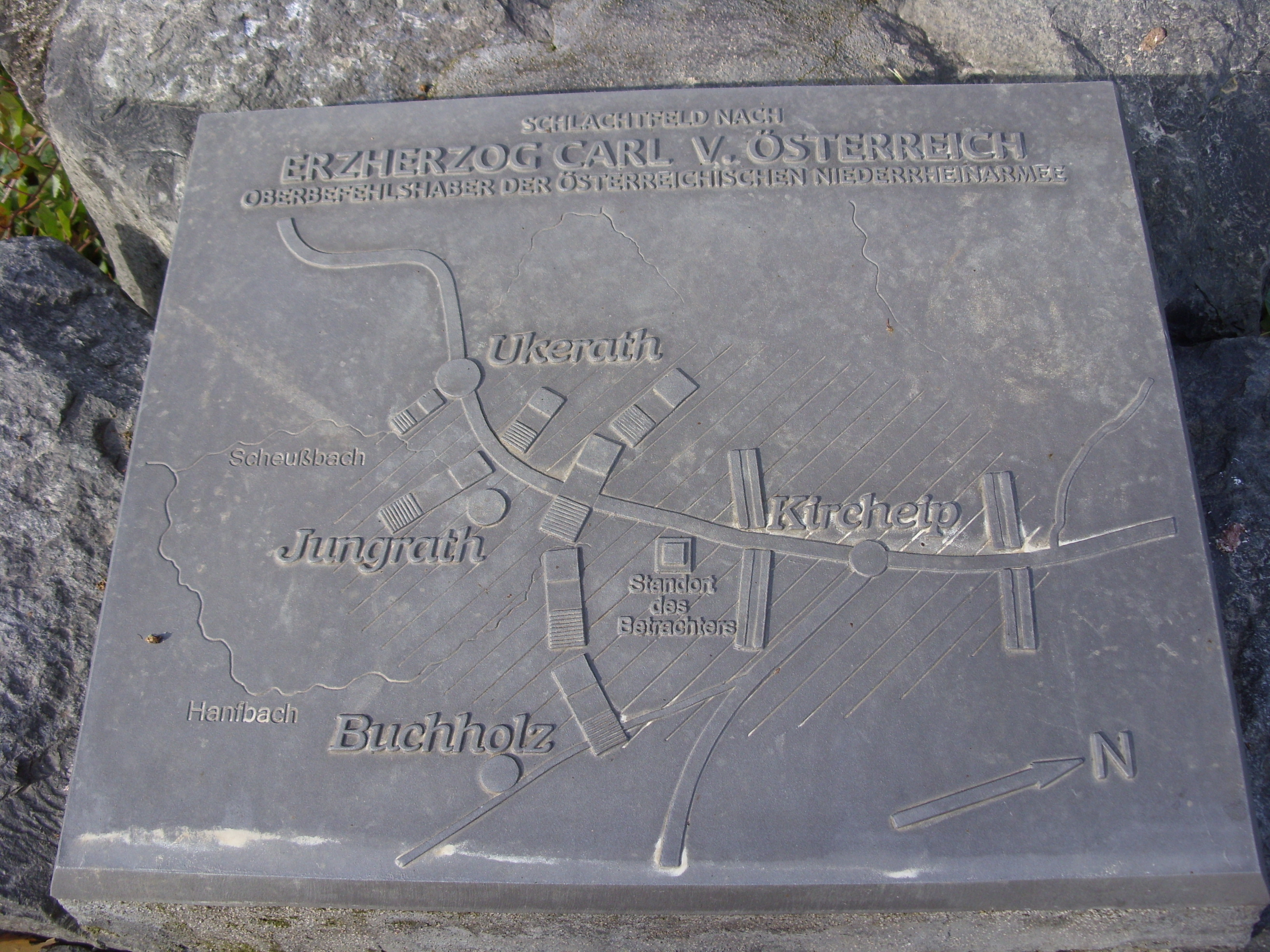
Karte Schlacht von Kircheib

Die Österreicher unter Feldmarschalleutnant Paul Kray  griffen am 19. Juni 1796 um zwei Uhr nachts das französische Lager in Jungeroth (bei Buchholz/Uckerath) mit Kavallerie und Infanterie an, wurden jedoch zurückgeschlagen und von den Franzosen bis Kircheib verfolgt. Das Dorf war gut verteidigt. Die Franzosen nahmen es zuerst unter Artilleriebeschuss und erstürmten es dann, wobei sie wiederum von auf den Anhöhen hinter dem Dorf aufgestellter österreichischer Artillerie beschossen wurden. Nach längerem Infanteriekampf um diese Höhen wurden die Franzosen zurückgeschlagen und zogen sich wieder zurück. An Verlusten hatten die französischen Truppen 1.500 Tote zurückgelassen, bei den Österreichern fielen 400 Soldaten.
Die Österreicher verfügten in der Schlacht über vier Bataillone, die ganze Avantgarde, durch Linientruppen bis auf 14.000 Mann verstärkt, die Franzosen über 24.000 Soldaten. Der französischen Aufklärung unterliefen schwere Fehler: einerseits rechnete sie mit 44.000 Gegnern, andererseits wusste sie nichts von der Stationierung auf den Anhöhen hinter Kircheib.
Weniger zu entschuldigen ist es, dass der österreichische Feldmarschalleutnant Kray, als er am 19. gegen Uckerath vorrückte, nicht hinlänglich verstärkt wurde, um ihm eine entschiedene Überlegenheit über den französischen General Kléber zu geben. Die Ermattung der Truppen, der Mangel an Verpflegung, die Ungewissheit, ob der Feind schon ganz bei Neuwied übergegangen sei, endlich der Wunsch, sich nicht zu weit auszudehnen, sind Scheingründe, die keine Rücksicht verdienten, weil es sich nur um einen Marsch handelte, um die Versicherung von Klébers gänzlichem Rückzug über die Sieg zu erlangen. (Beurteilung durch Erzherzog Carl von Österreich)

## Folgeereignisse
Nach den Kämpfen begannen die Franzosen ihren großräumigen Rückzug. Klébers Armee überschritt am 20. Juni bei Siegburg die Sieg und traf am 21. in Düsseldorf ein.

## Quellenlage und Erforschung

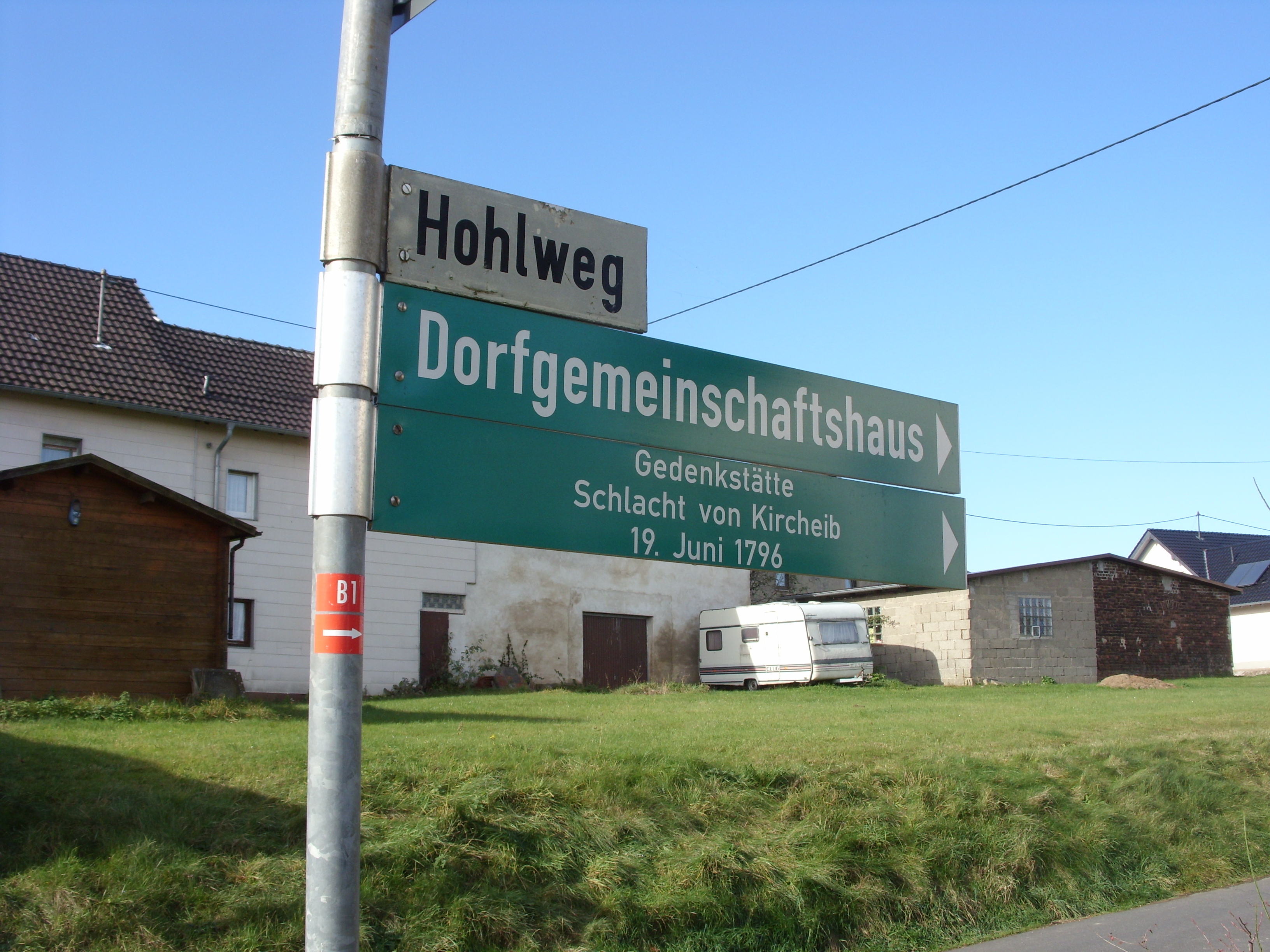
Wegweiser Schlacht von Kircheib

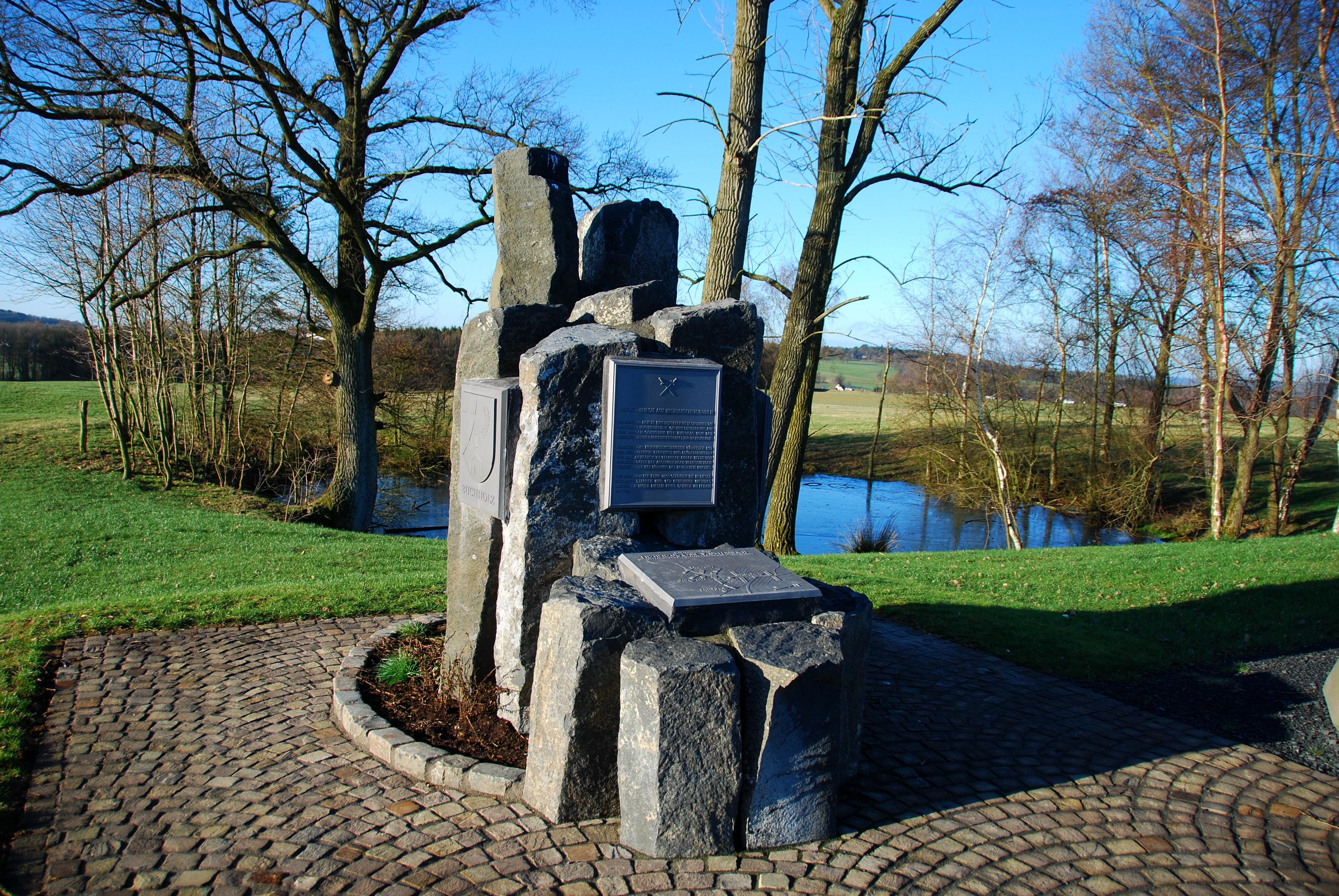
Gedenkstein Schlacht von Kircheib

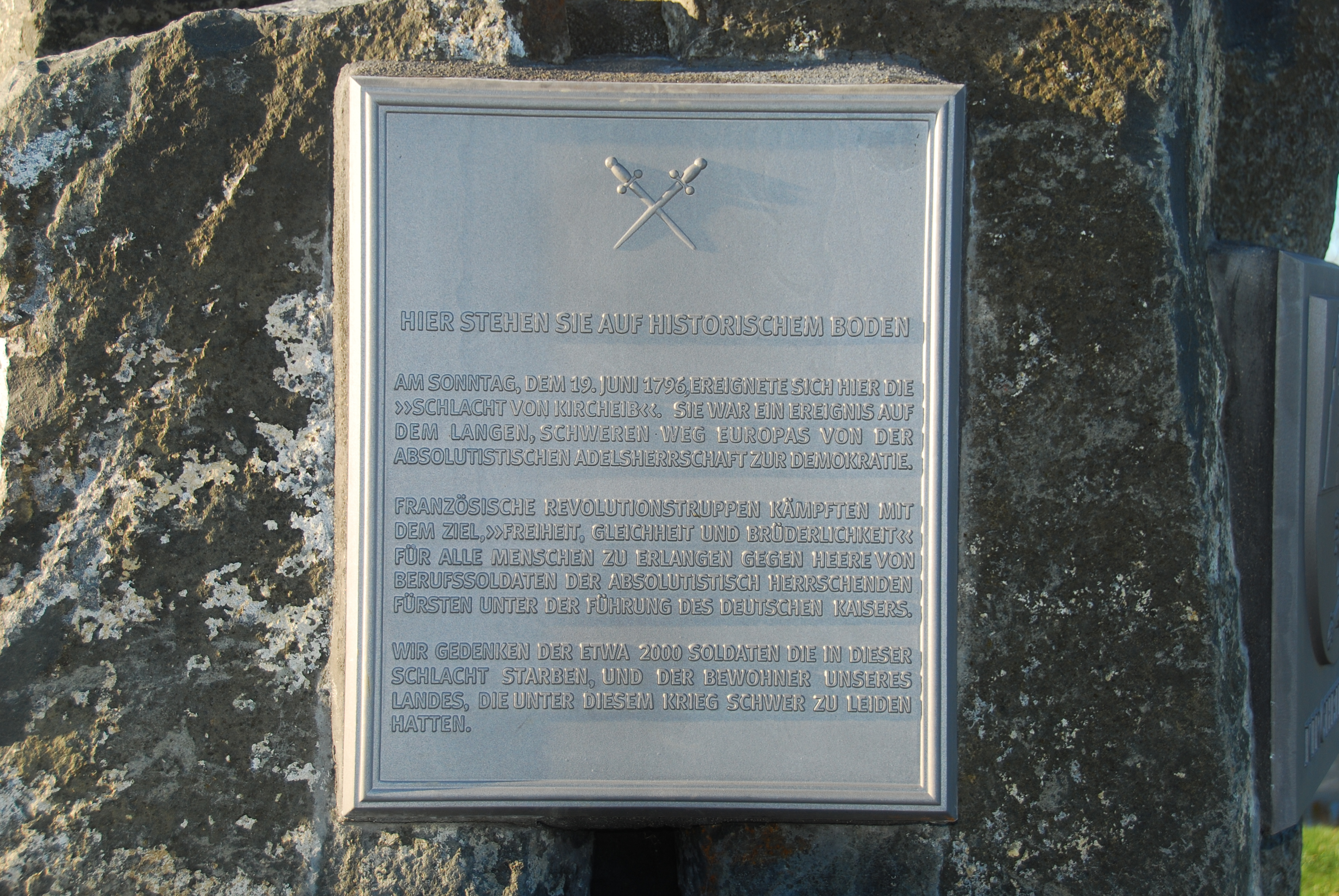
Details Schlacht von Kircheib

Infotafel Schlacht von Kircheib